# Praia da Pipa (ilha de São Tomé)
A Praia da Pipa é uma praia do Arquipélago de São Tomé e Príncipe, localiza-se a Oeste da ilha de São Tomé, junto à Praia da Palma, entre o Ilhéu Gabado e a Ponta Azeitona, na foz do Rio Xufexufe e do Rio Quija.